# Palena (Chieti)
Palena is een gemeente in de Italiaanse provincie Chieti (regio Abruzzen) en telt 1504 inwoners (31-12-2004). De oppervlakte bedraagt 91,8 km², de bevolkingsdichtheid is 16 inwoners per km². Het enorme grondgebied van de gemeente ligt grotendeels binnen de grenzen van het Nationaal Park Majella. Het plaatsje zelf ligt buiten het nationaal park, aan de oostelijke hellingen van het Majella massief.

## Demografie
Palena telt ongeveer 631 huishoudens. Het aantal inwoners daalde in de periode 1991-2001 met 5,7% volgens cijfers uit de tienjaarlijkse volkstellingen van ISTAT.
| Jaar | Inwoneraantal |
| ---- | ------------- |
| 1991 | 1567          |
| 2001 | 1478          |

## Geografie
Palena grenst aan de volgende gemeenten: Ateleta (AQ), Campo di Giove (AQ), Cansano (AQ), Gamberale, Lettopalena, Montenerodomo, Pacentro (AQ), Pescocostanzo (AQ), Taranta Peligna.

## Geboren
- Walter van Pagliara (circa 1165-1229), bisschop en kanselier van het koninkrijk Sicilië

Altino · Archi · Ari · Arielli · Atessa · Bomba · Borrello · Bucchianico · Canosa Sannita · Carpineto Sinello · Carunchio · Casacanditella · Casalanguida · Casalbordino · Casalincontrada · Casoli · Castel Frentano · Castelguidone · Castiglione Messer Marino · Celenza sul Trigno · Chieti · Civitaluparella · Civitella Messer Raimondo · Colledimacine · Colledimezzo · Crecchio · Cupello · Dogliola · Fallo · Fara Filiorum Petri · Fara San Martino · Filetto · Fossacesia · Fraine · Francavilla al Mare · Fresagrandinaria · Frisa · Furci · Gamberale · Gessopalena · Gissi · Giuliano Teatino · Guardiagrele · Guilmi · Lama dei Peligni · Lanciano · Lentella · Lettopalena · Liscia · Miglianico · Montazzoli · Montebello sul Sangro · Monteferrante · Montelapiano · Montenerodomo · Monteodorisio · Mozzagrogna · Orsogna · Ortona · Paglieta · Palena · Palmoli · Palombaro · Pennadomo · Pennapiedimonte · Perano · Pietraferrazzana · Pizzoferrato · Poggiofiorito · Pollutri · Pretoro · Quadri · Rapino · Ripa Teatina · Rocca San Giovanni · Roccamontepiano · Roccascalegna · Roccaspinalveti · Roio del Sangro · Rosello · San Buono · San Giovanni Lipioni · San Giovanni Teatino · San Martino sulla Marrucina · San Salvo · San Vito Chietino · Sant'Eusanio del Sangro · Santa Maria Imbaro · Scerni · Schiavi di Abruzzo · Taranta Peligna · Tollo · Torino di Sangro · Tornareccio · Torrebruna · Torrevecchia Teatina · Torricella Peligna · Treglio · Tufillo · Vacri · Vasto · Villa Santa Maria · Villalfonsina · Villamagna
1. ↑  https://demo.istat.it/?l=it.